# Турнье, Эдуар
Эдуар Турнье (фр. Édouard Tournier; 29 апреля 1831, Безансон — 24 марта 1899, Париж) — французский филолог-классик и педагог.

## Биография
Окончил Высшую нормальную школу (1850), преподавал в провинциальных лицеях и гимназиях в Безансоне, Маконе, Бурже, затем с 1863 году в парижском Лицее Карла Великого. В 1863 году защитил диссертацию «Немезида и гнев богов» (фр. Némésis et la jalousie des dieux). Опубликовал «Критические заметки о Коллуфе» (фр. Notes critiques sur Colluthus; 1870), ряд статей в научной периодике. Под редакцией и с комментариями Турнье выходили трагедии Софокла и сочинения Лукиана Самосатского, адаптированные для учебных целей выдержки из Геродота. Автор учебника «Начала греческой грамматики» (фр. Premiers éléments de grammaire grecque; 1882) и учебного словаря.
Преподавал в Высшей нормальной школе и с 1868 года в Практической школе высших исследований, с 1894 года был её директором. Среди его учеников, в частности, Шарль Гро. Кавалер Ордена Почётного легиона (1895).